# Mýa and Friends Present... Best of Both Worlds
Mýa and Friends Present... Best of Both Worlds to nieoficjalna składanka amerykańskiej piosenkarki Mýi. Została wydana 7 lipca 2009 przez wytwórnię Siccness wyłącznie w USA.

## Lista utworów
1. "Take It Back" (Bishop, Harrison, Yonny) - 3:54
2. "W" (Valentino) - 4:29
3. "For the Og's" (Bone Thugs) - 5:57
4. "Rollercoaster" (Howse, Mccane) - 5:00
5. "So Icey" [Remix] (Davis, Jenkins) - 4:18
6. "It's Real" (Bishop, Harrison, Yonny) - 4:16
7. "Want My Dough" (Mitchell) - 4:21
8. "You Dont Wanna" (Bridges, Troy) - 3:23
9. "Might Not Be" (Valentino) - 3:51
10. "New York Girl" (Grooves, Murray, Redding) - 3:36
11. "Height of My Love" (Bishop, Harrison, Yonny) - 3:14
12. "Like Me" (G-Dep, Loon, Lumpkin) - 4:04
13. "Get out Our Way" (Johnson, Muchita) - 3:14
14. "Tic Toc" (Bishop, Harrison, Yonny) - 4:31